# Ali Daei
Ali Daei (in persiano علی دایی‎; Ardabil, 21 marzo 1969) è un allenatore di calcio ed ex calciatore iraniano, di etnia azera, di ruolo attaccante.
Eletto calciatore asiatico dell'anno nel 1999, è considerato un simbolo del calcio iraniano nonché uno dei calciatori asiatici più validi di ogni epoca. È il secondo giocatore con più presenze nella nazionale iraniana e il terzo migliore marcatore di una nazionale di calcio di tutti i tempi.

## Caratteristiche tecniche
Attaccante possente, dotato di dinamismo, abile sia con il piede destro che con il sinistro, era in grado di fare reparto da sé. Segnava spesso di testa e in velocità, eludendo gli avversari grazie alla capacità di rientrare dal fuorigioco.

## Carriera

### Giocatore

#### Club
Nato ad Ardabil, iniziò a giocare nel club del suo paese natale, l'Esteghlal Ardabil, all'età di 19 anni. Si laureò all'Università Tecnologica di Sharīf in ingegneria dei materiali. Il suo successivo club fu il Taxirani di Teheran, dove giocò per una sola stagione prima di unirsi all'altro club della città, il Bank Tejarat, in cui rimase per quattro stagioni. Non poté giocare nella J League giapponese a causa del servizio militare. Passato al Persepolis nel 1994, vi rimase per due anni in cui vinse due campionati, prima di trasferirsi ai qatarioti dell'Al-Sadd.
Nell'estate del 1997, anche sulla scorta delle ottime prestazioni fornite alla Coppa d'Asia 1996, fu ingaggiato dall'Arminia Bielefeld, nella Bundesliga tedesca, insieme al connazionale Karim Bagheri. Esordì nella massima serie tedesca il 2 agosto nella partita persa sul campo del Bochum (1-0) e tre giorni dopo segnò all'esordio casalingo, nella partita vinta per 2-1 contro lo Stoccarda, siglando la rete del pareggio al 70º minuto.
Dopo una buona annata fu prelevato dal Bayern Monaco, con cui vinse da rincalzo il titolo tedesco, la Coppa di Germania e la Coppa di Lega tedesca nel 1998-1999, riuscendo anche a collezionare 5 presenze in UEFA Champions League. Nel torneo esordì il 30 settembre 1998, entrando al 63º minuto della partita del girone pareggiata per 2-2 con il Manchester Utd, che poi strapperà la coppa ai bavaresi nella memorabile finale del Camp Nou di Barcellona. Daei divenne il primo asiatico a disputare una partita di Champions League. Chiuso da altri attaccanti, venne impiegato di rado durante l'annata, ma riuscì comunque a marcare 6 gol.
Trasferitosi all'Hertha Berlino nel 1999, vi militò per tre stagioni, giocando anche la UEFA Champions League nel 1999-2000, edizione in cui segnò due gol nella vittoria per 2-1 in casa contro il Chelsea del 21 settembre 1999. Andò in rete anche contro il Milan a San Siro (1-1). Con la maglia dei berlinesi giocò 59 partite di campionato (6 gol), 7 in Coppa di Germania, 3 in Coppa di Lega tedesca, 13 in UEFA Champions League (4 gol) e 6 in Coppa UEFA (2 gol).
Nel 2002 passò a parametro zero all'Al-Shabab, negli Emirati Arabi Uniti. Nel 2003 tornò al Persepolis, con cui si laureò capocannoniere del campionato iraniano con 16 gol in 24 presenze. Un anno dopo approdò al Saba Battery, con cui vinse la Coppa dell'Iran e una Supercoppa dell'Iran e giocò la AFC Champions League. Nell'estate del 2006 passò dunque al Saipa, dove ricoprì il ruolo di giocatore-allenatore. Nel maggio 2007, dopo aver vinto il campionato iraniano, annunciò il proprio ritiro dall'attività agonistica.

#### Nazionale
Esordì con la nazionale iraniana il 6 giugno 1993 contro il Pakistan a Teheran, a 24 anni. Fu il capocannoniere delle qualificazioni AFC al campionato del mondo 1994 con 4 gol in 5 partite e della fase finale della Coppa d'Asia 1996, con 8 gol (record superato solamente dal qatariota Almoez Ali, autore di 9 gol durante la Coppa d'Asia 2019). Ha partecipato a due fasi finali del Mondiale: a Francia 1998 e, all'età di 37 anni, a Germania 2006.
Daei è stato nominato miglior realizzatore in competizioni ufficiali internazionali in un anno solare dall'Istituto internazionale di storia e statistica del calcio (IFFHS), avendo segnato 20 reti in partite ufficiali per l'Iran nel 1996, inclusi i quattro gol realizzati contro la Corea del Sud in una partita della Coppa d'Asia 1996.
Prese parte ai Giochi asiatici 2002 vincendo l'oro e segnando tre reti in tutta la competizione.
Il 2 Dicembre 2003 Daei diventò il miglior marcatore di una nazionale di calcio, segnando il suo 86º gol con l'Iran e superando il precedente record del malese Mokhtar Dahari, fermo a 85. Divenne inoltre il primo giocatore a raggiungere i 100 gol con la maglia della nazionale. Il record dell'attaccante iraniano, che arrivò a segnare un totale di 109 reti complessive, rimase imbattuto per quasi 18 anni, venendo superato da Cristiano Ronaldo il 1° Settembre 2021.

### Allenatore

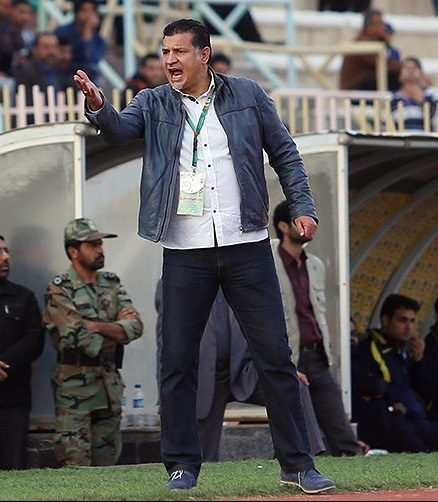
Ali Daei alla guida del Persepolis nel match contro il del 23 agosto 2013.

Iniziò come allenatore-giocatore del Saipa, assumendo la guida della squadra l'8 ottobre 2006, inizialmente ad interim e poi in via definitiva. Nelle vesti di allenatore-calciatore vinse il campionato iraniano il 28 maggio 2007. Ritiratosi dall'attività agonistica, nella stagione 2007-2008, la prima da allenatore a tempo pieno, non andò oltre l'undicesimo posto in campionato, anche se nella AFC Champions League 2008 giunse ai quarti di finale, dove il Saipa fu eliminato dagli uzbeki del Bunyodkor.
Il 20 marzo 2008 assunse anche la guida della nazionale iraniana, mantenendo contemporaneamente l'incarico di tecnico del Saipa fino all'ingresso del club nei quarti di finale della AFC Champions League. Passato ad allenare a tempo pieno la nazionale dell'Iran, la guidò in 16 vittorie, 6 pareggi e 3 sconfitte. La sua ultima partita come commissario tecnico dell'Iran risale al 28 marzo 2009, quando l'Arabia Saudita si impose sugli iraniani per 1-0 a Teheran. Durante la sua gestione, la squadra ottenne una sola vittoria in cinque partite di qualificazione al campionato del mondo 2010, il peggiore rendimento dell'Iran in una campagna di qualificazione a un Mondiale. Pur avendo introdotto in nazionale calciatori di rilievo come Gholamreza Rezaei ed Ehsan Hajysafi, la compagine palesò problemi di natura offensiva e scarsa solidità difensiva.
Rifiutata un'offerta del Rah Ahan, il 28 dicembre 2009 fu nominato tecnico del Persepolis, che nel 2009-2010 guidò al quarto posto in campionato e alla vittoria della Coppa dell'Iran, vinta battendo il Foolad Tabriz, squadra di seconda serie, per 4-1, con conseguente qualificazione alla AFC Champions League 2011. La stagione 2010-2011 vide il Persepolis confermarsi quarta forza del campionato e uscire dalla AFC Champions League dopo la fase a gironi, ma confermare anche la vittoria della Coppa dell'Iran. A causa di contrasti con il presidente Habib Kashani, dichiarò di non voler più lavorare con lui. Il 20 giugno 2011 la giunta direttiva del club gli confermò l'incarico, ma il 21 giugno Daei rassegnò le proprie dimissioni. Sotto la sua gestione, si inserirono molti giovani calciatori, tra cui Hamidreza Ali Asgari e Saman Aghazamani, mentre altri giocatori come Hadi Norouzi e Maziar Zare ottennero un posto in nazionale. Inoltre, per la prima volta in tredici anni il Persepolis tornò a vincere trofei in due stagioni consecutive.
Il 14 luglio 2011 firmò un contratto annuale con il Rah Ahan, condotto all'undicesimo posto nel 2011-2012. Nella sua seconda stagione con il club, Daei si affidò a molti giovani, tra cui Mojtaba Shiri e Omid Alishah, chiudendo il campionato all'ottavo posto, migliore piazzamento nella storia del Rah Ahan dal 1937. Inoltre riuscì a battere il Persepolis per due stagioni consecutive. Il 20 maggio 2013, alla scadenza del contratto, lasciò l'incarico.
Il 20 maggio 2013 firmò un contratto triennale con il Persepolis, tornando alla guida della squadra dopo due anni. Entrato in carica il 1º giugno seguente, guidò i suoi al secondo posto in campionato, a due punti dal Foolad Khuzestan campione. Il 10 settembre 2014 fu esonerato dopo un negativo inizio della stagione 2014-2015.
Il 1º luglio 2015 fu nominato allenatore del Saba Qom con contratto biennale. In due stagioni ottenne il nono e il settimo posto in campionato; lasciò la squadra qualche settimana prima dell'inizio della stagione 2016-2017, a causa del clima di incertezza in seno alla società.
Il 5 luglio 2016 assunse la guida del Naft Teheran con accordo biennale. Portò il club alla vittoria della Coppa dell'Iran e lasciò l'incarico al termine della stagione 2016-2017.
Il 14 maggio 2017 tornò al Saipa, che guidò per due stagioni. Fu esonerato alla fine dell'annata 2018-2019.

## Statistiche

### Cronologia presenze e reti in nazionale
| Cronologia completa delle presenze e delle reti in nazionale ― Iran | Cronologia completa delle presenze e delle reti in nazionale ― Iran | Cronologia completa delle presenze e delle reti in nazionale ― Iran | Cronologia completa delle presenze e delle reti in nazionale ― Iran | Cronologia completa delle presenze e delle reti in nazionale ― Iran | Cronologia completa delle presenze e delle reti in nazionale ― Iran | Cronologia completa delle presenze e delle reti in nazionale ― Iran | Cronologia completa delle presenze e delle reti in nazionale ― Iran |
| Data                                                                | Città                                                               | In casa                                                             | Risultato                                                           | Ospiti                                                              | Competizione                                                        | Reti                                                                | Note                                                                |
| ------------------------------------------------------------------- | ------------------------------------------------------------------- | ------------------------------------------------------------------- | ------------------------------------------------------------------- | ------------------------------------------------------------------- | ------------------------------------------------------------------- | ------------------------------------------------------------------- | ------------------------------------------------------------------- |
| 6-6-1993                                                            | Teheran                                                             | Iran                                                                | 5 – 0                                                               | Pakistan                                                            | Eco Cup - 1º turno                                                  | -                                                                   |                                                                     |
| 8-6-1993                                                            | Teheran                                                             | Iran                                                                | 2 – 1                                                               | Turkmenistan                                                        | Eco Cup - 1º turno                                                  | -                                                                   |                                                                     |
| 13-6-1993                                                           | Teheran                                                             | Iran                                                                | 1 – 0                                                               | Tagikistan                                                          | Eco Cup - Semifinale                                                | -                                                                   |                                                                     |
| 14-6-1993                                                           | Teheran                                                             | Iran                                                                | 2 – 1                                                               | Turkmenistan                                                        | Eco Cup - Finale                                                    | -                                                                   |                                                                     |
| 23-6-1993                                                           | Teheran                                                             | Iran                                                                | 0 – 0                                                               | Oman                                                                | Qual. Mondiali 1994                                                 | -                                                                   |                                                                     |
| 25-6-1993                                                           | Teheran                                                             | Iran                                                                | 6 – 0                                                               | Taipei cinese                                                       | Qual. Mondiali 1994                                                 | 1                                                                   |                                                                     |
| 27-6-1993                                                           | Teheran                                                             | Iran                                                                | 1 – 1                                                               | Siria                                                               | Qual. Mondiali 1994                                                 | -                                                                   |                                                                     |
| 2-7-1993                                                            | Damasco                                                             | Oman                                                                | 0 – 1                                                               | Iran                                                                | Qual. Mondiali 1994                                                 | -                                                                   |                                                                     |
| 4-7-1993                                                            | Damasco                                                             | Taipei cinese                                                       | 0 – 6                                                               | Iran                                                                | Qual. Mondiali 1994                                                 | 2                                                                   |                                                                     |
| 6-7-1993                                                            | Damasco                                                             | Siria                                                               | 1 – 1                                                               | Iran                                                                | Qual. Mondiali 1994                                                 | -                                                                   |                                                                     |
| 12-9-1993                                                           | Teheran                                                             | Iran                                                                | 1 – 3                                                               | Bosnia ed Erzegovina                                                | Amichevole                                                          | -                                                                   |                                                                     |
| 16-10-1993                                                          | Doha                                                                | Iran                                                                | 0 – 3                                                               | Corea del Sud                                                       | Qual. Mondiali 1994                                                 | -                                                                   |                                                                     |
| 18-10-1993                                                          | Doha                                                                | Giappone                                                            | 1 – 2                                                               | Iran                                                                | Qual. Mondiali 1994                                                 | 1                                                                   |                                                                     |
| 22-10-1993                                                          | Doha                                                                | Iraq                                                                | 2 – 1                                                               | Iran                                                                | Qual. Mondiali 1994                                                 | 1                                                                   |                                                                     |
| 25-10-1993                                                          | Doha                                                                | Iran                                                                | 2 – 1                                                               | Corea del Nord                                                      | Qual. Mondiali 1994                                                 | 2                                                                   |                                                                     |
| 28-10-1993                                                          | Doha                                                                | Arabia Saudita                                                      | 4 – 3                                                               | Iran                                                                | Qual. Mondiali 1994                                                 | -                                                                   |                                                                     |
| 3-10-1994                                                           | Hiroshima                                                           | Bahrein                                                             | 0 – 0                                                               | Iran                                                                | Giochi Asiatici 1994 - 1º turno                                     | -                                                                   |                                                                     |
| 25-4-1996                                                           | Ashgabat                                                            | Turkmenistan                                                        | 1 – 1                                                               | Iran                                                                | Amichevole                                                          | -                                                                   |                                                                     |
| 27-4-1996                                                           | Ashgabat                                                            | Turkmenistan                                                        | 1 – 0                                                               | Iran                                                                | Amichevole                                                          | -                                                                   |                                                                     |
| 27-5-1996                                                           | Madinat al-Kuwait                                                   | Kuwait                                                              | 2 – 2                                                               | Iran                                                                | Amichevole                                                          | -                                                                   |                                                                     |
| 30-5-1996                                                           | Madinat al-Kuwait                                                   | Kuwait                                                              | 2 – 1                                                               | Iran                                                                | Amichevole                                                          | 2                                                                   |                                                                     |
| 1-6-1996                                                            | Doha                                                                | Qatar                                                               | 0 – 1                                                               | Iran                                                                | Amichevole                                                          | -                                                                   |                                                                     |
| 10-6-1996                                                           | Teheran                                                             | Iran                                                                | 8 – 0                                                               | Nepal                                                               | Qual. Coppa d'Asia 1996                                             | 4                                                                   |                                                                     |
| 12-6-1996                                                           | Teheran                                                             | Iran                                                                | 7 – 0                                                               | Sri Lanka                                                           | Qual. Coppa d'Asia 1996                                             | 5                                                                   |                                                                     |
| 14-6-1996                                                           | Teheran                                                             | Iran                                                                | 2 – 0                                                               | Oman                                                                | Qual. Coppa d'Asia 1996                                             | 1                                                                   |                                                                     |
| 17-6-1996                                                           | Mascate                                                             | Iran                                                                | 4 – 0                                                               | Sri Lanka                                                           | Qual. Coppa d'Asia 1996                                             | -                                                                   |                                                                     |
| 19-6-1996                                                           | Mascate                                                             | Iran                                                                | 4 – 0                                                               | Nepal                                                               | Qual. Coppa d'Asia 1996                                             | 1                                                                   |                                                                     |
| 21-6-1996                                                           | Mascate                                                             | Oman                                                                | 1 – 2                                                               | Iran                                                                | Qual. Coppa d'Asia 1996                                             | 1                                                                   |                                                                     |
| 25-11-1996                                                          | Teheran                                                             | Iran                                                                | 0 – 1                                                               | Turkmenistan                                                        | Amichevole                                                          | -                                                                   |                                                                     |
| 5-12-1996                                                           | Dubai                                                               | Iran                                                                | 1 – 2                                                               | Iraq                                                                | Coppa d'Asia 1996 - 1º turno                                        | 1                                                                   |                                                                     |
| 8-12-1996                                                           | Dubai                                                               | Thailandia                                                          | 1 – 3                                                               | Iran                                                                | Coppa d'Asia 1996 - 1º turno                                        | 1                                                                   |                                                                     |
| 11-12-1996                                                          | Dubai                                                               | Arabia Saudita                                                      | 0 – 3                                                               | Iran                                                                | Coppa d'Asia 1996 - 1º turno                                        | 1                                                                   |                                                                     |
| 16-12-1996                                                          | Dubai                                                               | Corea del Sud                                                       | 2 – 6                                                               | Iran                                                                | Coppa d'Asia 1996 - Quarti di finale                                | 4                                                                   |                                                                     |
| 18-12-1996                                                          | Abu Dhabi                                                           | Iran                                                                | 0 – 0 dts (3 - 4 dtr)                                               | Arabia Saudita                                                      | Coppa d'Asia 1996 - Semifinale                                      | -                                                                   |                                                                     |
| 21-12-1996                                                          | Abu Dhabi                                                           | Iran                                                                | 1 – 1 dts (3 - 2 dtr)                                               | Kuwait                                                              | Coppa d'Asia 1996 - Finale 3º posto                                 | 1                                                                   |                                                                     |
| 2-6-1997                                                            | Damasco                                                             | Maldive                                                             | 0 – 17                                                              | Iran                                                                | Qual. Mondiali 1998                                                 | 2                                                                   |                                                                     |
| 4-6-1997                                                            | Damasco                                                             | Kirghizistan                                                        | 0 – 7                                                               | Iran                                                                | Qual. Mondiali 1998                                                 | 1                                                                   |                                                                     |
| 6-6-1997                                                            | Damasco                                                             | Siria                                                               | 0 – 1                                                               | Iran                                                                | Qual. Mondiali 1998                                                 | 1                                                                   |                                                                     |
| 9-6-1997                                                            | Teheran                                                             | Iran                                                                | 3 – 1                                                               | Kirghizistan                                                        | Qual. Mondiali 1998                                                 | -                                                                   |                                                                     |
| 11-6-1997                                                           | Teheran                                                             | Iran                                                                | 9 – 0                                                               | Maldive                                                             | Qual. Mondiali 1998                                                 | 2                                                                   |                                                                     |
| 13-6-1997                                                           | Teheran                                                             | Iran                                                                | 2 – 2                                                               | Siria                                                               | Qual. Mondiali 1998                                                 | -                                                                   |                                                                     |
| 13-9-1997                                                           | Dalian                                                              | Cina                                                                | 2 – 4                                                               | Iran                                                                | Qual. Mondiali 1998                                                 | -                                                                   |                                                                     |
| 19-9-1997                                                           | Teheran                                                             | Iran                                                                | 1 – 1                                                               | Arabia Saudita                                                      | Qual. Mondiali 1998                                                 | -                                                                   |                                                                     |
| 26-9-1997                                                           | Madinat al-Kuwait                                                   | Kuwait                                                              | 1 – 1                                                               | Iran                                                                | Qual. Mondiali 1998                                                 | -                                                                   |                                                                     |
| 3-10-1997                                                           | Teheran                                                             | Iran                                                                | 3 – 0                                                               | Qatar                                                               | Qual. Mondiali 1998                                                 | 1                                                                   |                                                                     |
| 17-10-1997                                                          | Teheran                                                             | Iran                                                                | 4 – 1                                                               | Cina                                                                | Qual. Mondiali 1998                                                 | 1                                                                   |                                                                     |
| 24-10-1997                                                          | Riad                                                                | Arabia Saudita                                                      | 1 – 0                                                               | Iran                                                                | Qual. Mondiali 1998                                                 | -                                                                   |                                                                     |
| 31-10-1997                                                          | Teheran                                                             | Iran                                                                | 0 – 0                                                               | Kuwait                                                              | Qual. Mondiali 1998                                                 | -                                                                   |                                                                     |
| 7-11-1997                                                           | Doha                                                                | Qatar                                                               | 2 – 0                                                               | Iran                                                                | Qual. Mondiali 1998                                                 | -                                                                   |                                                                     |
| 16-11-1997                                                          | Johor Bahru                                                         | Iran                                                                | 2 – 3 dts                                                           | Giappone                                                            | Qual. Mondiali 1998                                                 | 1                                                                   |                                                                     |
| 22-11-1997                                                          | Teheran                                                             | Iran                                                                | 1 – 1                                                               | Australia                                                           | Qual. Mondiali 1998                                                 | -                                                                   |                                                                     |
| 29-11-1997                                                          | Melbourne                                                           | Australia                                                           | 2 – 2                                                               | Iran                                                                | Qual. Mondiali 1998                                                 | -                                                                   |                                                                     |
| 3-6-1998                                                            | Fiume                                                               | Croazia                                                             | 2 – 0                                                               | Iran                                                                | Amichevole                                                          | -                                                                   |                                                                     |
| 14-6-1998                                                           | Saint-Étienne                                                       | Jugoslavia                                                          | 1 – 0                                                               | Iran                                                                | Mondiali 1998 - 1º turno                                            | -                                                                   |                                                                     |
| 21-6-1998                                                           | Lione                                                               | Stati Uniti                                                         | 1 – 2                                                               | Iran                                                                | Mondiali 1998 - 1º turno                                            | -                                                                   |                                                                     |
| 25-6-1998                                                           | Montpellier                                                         | Germania                                                            | 2 – 0                                                               | Iran                                                                | Mondiali 1998 - 1º turno                                            | -                                                                   |                                                                     |
| 13-10-1998                                                          | Madinat al-Kuwait                                                   | Kuwait                                                              | 3 – 0                                                               | Iran                                                                | Amichevole                                                          | -                                                                   | cap.                                                                |
| 1-12-1998                                                           | Sisaket                                                             | Kazakistan                                                          | 0 – 2                                                               | Iran                                                                | Giochi Asiatici 1998 - 1º turno                                     | -                                                                   | cap.                                                                |
| 5-12-1998                                                           | Sisaket                                                             | Iran                                                                | 6 – 1                                                               | Laos                                                                | Giochi Asiatici 1998 - 1º turno                                     | 2                                                                   | cap.                                                                |
| 8-12-1998                                                           | Bangkok                                                             | Iran                                                                | 2 – 4                                                               | Oman                                                                | Giochi Asiatici 1998 - 2º turno                                     | 1                                                                   | cap.                                                                |
| 10-12-1998                                                          | Bangkok                                                             | Tagikistan                                                          | 0 – 5                                                               | Iran                                                                | Giochi Asiatici 1998 - 2º turno                                     | 2                                                                   | cap.                                                                |
| 12-12-1998                                                          | Bangkok                                                             | Iran                                                                | 2 – 1                                                               | Cina                                                                | Giochi Asiatici 1998 - 2º turno                                     | 1                                                                   | cap.                                                                |
| 14-12-1998                                                          | Bangkok                                                             | Uzbekistan                                                          | 0 – 4                                                               | Iran                                                                | Giochi Asiatici 1998 - Quarti di finale                             | 3                                                                   | cap.                                                                |
| 16-12-1998                                                          | Bangkok                                                             | Iran                                                                | 1 – 0                                                               | Cina                                                                | Giochi Asiatici 1998 - Semifinale                                   | -                                                                   |                                                                     |
| 19-12-1998                                                          | Bangkok                                                             | Iran                                                                | 2 – 0                                                               | Kuwait                                                              | Giochi Asiatici 1998 - Finale                                       | -                                                                   |                                                                     |
| 2-6-1999                                                            | Edmonton                                                            | Ecuador                                                             | 1 – 1                                                               | Iran                                                                | Coppa Canada 1999                                                   | -                                                                   |                                                                     |
| 4-6-1999                                                            | Edmonton                                                            | Canada                                                              | 0 – 1                                                               | Iran                                                                | Coppa Canada 1999                                                   | 1                                                                   |                                                                     |
| 6-6-1999                                                            | Edmonton                                                            | Iran                                                                | 1 – 1                                                               | Guatemala                                                           | Coppa Canada 1999                                                   | -                                                                   |                                                                     |
| 8-9-1999                                                            | Yokohama                                                            | Giappone                                                            | 1 – 1                                                               | Iran                                                                | Amichevole                                                          | 1                                                                   | cap.                                                                |
| 10-10-1999                                                          | Copenaghen                                                          | Danimarca                                                           | 0 – 0                                                               | Iran                                                                | Amichevole                                                          | -                                                                   |                                                                     |
| 9-1-2000                                                            | Oakland                                                             | Messico                                                             | 2 – 1                                                               | Iran                                                                | Amichevole                                                          | 1                                                                   | cap.                                                                |
| 12-1-2000                                                           | Los Angeles                                                         | Ecuador                                                             | 1 – 2                                                               | Iran                                                                | Amichevole                                                          | 1                                                                   | cap.                                                                |
| 16-1-2000                                                           | Los Angeles                                                         | Stati Uniti                                                         | 1 – 1                                                               | Iran                                                                | Amichevole                                                          | -                                                                   |                                                                     |
| 31-3-2000                                                           | Aleppo                                                              | Maldive                                                             | 0 – 8                                                               | Iran                                                                | Qual. Coppa d'Asia 2000                                             | 3                                                                   |                                                                     |
| 2-4-2000                                                            | Aleppo                                                              | Siria                                                               | 0 – 1                                                               | Iran                                                                | Qual. Coppa d'Asia 2000                                             | 1                                                                   | cap.                                                                |
| 4-4-2000                                                            | Aleppo                                                              | Bahrein                                                             | 1 – 0                                                               | Iran                                                                | Qual. Coppa d'Asia 2000                                             | -                                                                   | cap.                                                                |
| 7-4-2000                                                            | Teheran                                                             | Iran                                                                | 3 – 0                                                               | Bahrein                                                             | Qual. Coppa d'Asia 2000                                             | 1                                                                   | cap.                                                                |
| 9-4-2000                                                            | Teheran                                                             | Iran                                                                | 1 – 1                                                               | Siria                                                               | Qual. Coppa d'Asia 2000                                             | -                                                                   | cap.                                                                |
| 11-4-2000                                                           | Teheran                                                             | Iran                                                                | 3 – 0                                                               | Maldive                                                             | Qual. Coppa d'Asia 2000                                             | 1                                                                   | cap.                                                                |
| 7-6-2000                                                            | Teheran                                                             | Iran                                                                | 1 – 1 dts (7 - 8 dtr)                                               | Egitto                                                              | LG Cup 2000 (Iran) - Semifinale                                     | 1                                                                   |                                                                     |
| 9-6-2000                                                            | Teheran                                                             | Iran                                                                | 3 – 1                                                               | Macedonia                                                           | LG Cup 2000 (Iran) - Finale 3º posto                                | 1                                                                   |                                                                     |
| 1-9-2000                                                            | Vienna                                                              | Austria                                                             | 5 – 1                                                               | Iran                                                                | Amichevole                                                          | -                                                                   |                                                                     |
| 27-9-2000                                                           | Doha                                                                | Qatar                                                               | 1 – 2                                                               | Iran                                                                | Amichevole                                                          | 2                                                                   | cap.                                                                |
| 12-10-2000                                                          | Beirut                                                              | Libano                                                              | 0 – 4                                                               | Iran                                                                | Coppa d'Asia 2000 - 1º turno                                        | 1                                                                   | cap.                                                                |
| 15-10-2000                                                          | Beirut                                                              | Iran                                                                | 1 – 1                                                               | Thailandia                                                          | Coppa d'Asia 2000 - 1º turno                                        | 1                                                                   | cap.                                                                |
| 18-10-2000                                                          | Sidon                                                               | Iran                                                                | 1 – 0                                                               | Iraq                                                                | Coppa d'Asia 2000 - 1º turno                                        | 1                                                                   | cap.                                                                |
| 23-10-2000                                                          | Tripoli                                                             | Iran                                                                | 1 – 2 dts                                                           | Corea del Sud                                                       | Coppa d'Asia 2000 - Quarti di finale                                | -                                                                   | cap.                                                                |
| 24-11-2000                                                          | Tabriz                                                              | Iran                                                                | 19 – 0                                                              | Guam                                                                | Qual. Mondiali 2002                                                 | 4                                                                   |                                                                     |
| 28-11-2000                                                          | Tabriz                                                              | Iran                                                                | 2 – 0                                                               | Tagikistan                                                          | Qual. Mondiali 2002                                                 | 1                                                                   | cap.                                                                |
| 19-1-2001                                                           | Teheran                                                             | Iran                                                                | 4 – 0                                                               | Cina                                                                | Amichevole                                                          | 1                                                                   | cap.                                                                |
| 1-8-2001                                                            | Doha                                                                | Qatar                                                               | 2 – 1                                                               | Iran                                                                | Amichevole                                                          | -                                                                   | cap.                                                                |
| 8-8-2001                                                            | Teheran                                                             | Iran                                                                | 5 – 2                                                               | Oman                                                                | LG Cup 2001 (Iran) - Semifinale                                     | 1                                                                   | cap.                                                                |
| 10-8-2001                                                           | Teheran                                                             | Iran                                                                | 4 – 0                                                               | Bosnia ed Erzegovina                                                | LG Cup 2001 (Iran) - Finale                                         | 2                                                                   | cap.                                                                |
| 15-8-2001                                                           | Bratislava                                                          | Iran                                                                | 4 – 3                                                               | Slovacchia                                                          | Amichevole                                                          | -                                                                   | cap.                                                                |
| 24-8-2001                                                           | Teheran                                                             | Iran                                                                | 2 – 0                                                               | Arabia Saudita                                                      | Qual. Mondiali 2002                                                 | 2                                                                   | cap.                                                                |
| 1-9-2001                                                            | Bangkok                                                             | Thailandia                                                          | 0 – 0                                                               | Iran                                                                | Qual. Mondiali 2002                                                 | -                                                                   | cap.                                                                |
| 7-9-2001                                                            | Baghdad                                                             | Iraq                                                                | 1 – 2                                                               | Iran                                                                | Qual. Mondiali 2002                                                 | 1                                                                   | cap.                                                                |
| 14-9-2001                                                           | Teheran                                                             | Iran                                                                | 0 – 0                                                               | Bahrein                                                             | Qual. Mondiali 2002                                                 | -                                                                   | cap.                                                                |
| 28-9-2001                                                           | Jeddah                                                              | Arabia Saudita                                                      | 2 – 2                                                               | Iran                                                                | Qual. Mondiali 2002                                                 | 1                                                                   | cap.                                                                |
| 5-10-2001                                                           | Teheran                                                             | Iran                                                                | 1 – 0                                                               | Thailandia                                                          | Qual. Mondiali 2002                                                 | -                                                                   | cap.                                                                |
| 12-10-2001                                                          | Teheran                                                             | Iran                                                                | 2 – 1                                                               | Iraq                                                                | Qual. Mondiali 2002                                                 | -                                                                   | cap.                                                                |
| 21-10-2001                                                          | Manama                                                              | Bahrein                                                             | 3 – 1                                                               | Iran                                                                | Qual. Mondiali 2002                                                 | 1                                                                   | 10’                                                                 |
| 31-10-2001                                                          | Abu Dhabi                                                           | Emirati Arabi Uniti                                                 | 0 – 3                                                               | Iran                                                                | Qual. Mondiali 2002                                                 | 1                                                                   | cap.                                                                |
| 10-11-2001                                                          | Dublino                                                             | Irlanda                                                             | 2 – 0                                                               | Iran                                                                | Qual. Mondiali 2002                                                 | -                                                                   | cap.                                                                |
| 15-11-2001                                                          | Teheran                                                             | Iran                                                                | 1 – 0                                                               | Irlanda                                                             | Qual. Mondiali 2002                                                 | -                                                                   | cap.                                                                |
| 1-3-2002                                                            | Casablanca                                                          | Iran                                                                | 1 – 0                                                               | Venezuela                                                           | LG Cup 2002 (Marocco) - Semifinale                                  | -                                                                   | cap.                                                                |
| 30-5-2002                                                           | Madinat al-Kuwait                                                   | Kuwait                                                              | 1 – 3                                                               | Iran                                                                | Amichevole                                                          | -                                                                   | cap.                                                                |
| 21-8-2002                                                           | Kiev                                                                | Ucraina                                                             | 0 – 1                                                               | Iran                                                                | Amichevole                                                          | 1                                                                   | cap.                                                                |
| 19-9-2002                                                           | Tabriz                                                              | Iran                                                                | 1 – 1 dts (4 - 3 dtr)                                               | Paraguay                                                            | LG Cup 2002 (Iran) - Finale                                         | 1                                                                   | cap.                                                                |
| 13-8-2003                                                           | Teheran                                                             | Iran                                                                | 0 – 1                                                               | Iraq                                                                | LG Cup 2003 (Iran) - Semifinale                                     | -                                                                   | cap.                                                                |
| 20-8-2003                                                           | Minsk                                                               | Bielorussia                                                         | 2 – 1                                                               | Iran                                                                | Amichevole                                                          | -                                                                   | cap.                                                                |
| 5-9-2003                                                            | Teheran                                                             | Iran                                                                | 4 – 1                                                               | Giordania                                                           | Qual. Coppa d'Asia 2004                                             | 2                                                                   | cap.                                                                |
| 5-9-2003                                                            | Teheran                                                             | Iran                                                                | 3 – 0                                                               | Nuova Zelanda                                                       | AFC-OFC Challenge Cup                                               | -                                                                   | cap.                                                                |
| 27-10-2003                                                          | Pyongyang                                                           | Corea del Nord                                                      | 1 – 3                                                               | Iran                                                                | Qual. Coppa d'Asia 2004                                             | -                                                                   | cap.                                                                |
| 12-11-2003                                                          | Teheran                                                             | Iran                                                                | 3 – 0 tav                                                           | Corea del Nord                                                      | Qual. Coppa d'Asia 2004                                             | 1                                                                   | cap.                                                                |
| 19-11-2003                                                          | Beirut                                                              | Libano                                                              | 0 – 3                                                               | Iran                                                                | Qual. Coppa d'Asia 2004                                             | 1                                                                   | cap.                                                                |
| 28-11-2003                                                          | Teheran                                                             | Iran                                                                | 1 – 0                                                               | Libano                                                              | Qual. Coppa d'Asia 2004                                             | 1                                                                   | cap.                                                                |
| 2-12-2003                                                           | Madinat al-Kuwait                                                   | Kuwait                                                              | 3 – 1                                                               | Iran                                                                | Amichevole                                                          | 1                                                                   | cap.                                                                |
| 18-2-2004                                                           | Teheran                                                             | Iran                                                                | 3 – 1                                                               | Qatar                                                               | Qual. Mondiali 2006                                                 | 1                                                                   | cap.                                                                |
| 31-3-2004                                                           | Vientiane                                                           | Laos                                                                | 0 – 7                                                               | Iran                                                                | Qual. Mondiali 2006                                                 | 2                                                                   | cap.                                                                |
| 9-6-2004                                                            | Teheran                                                             | Iran                                                                | 0 – 1                                                               | Giordania                                                           | Qual. Mondiali 2006                                                 | -                                                                   | cap.                                                                |
| 17-6-2004                                                           | Teheran                                                             | Iran                                                                | 4 – 0                                                               | Libano                                                              | WAFF Championship 2004 - 1º turno                                   | 3                                                                   | cap.                                                                |
| 21-6-2004                                                           | Teheran                                                             | Siria                                                               | 1 – 7                                                               | Iran                                                                | WAFF Championship 2004 - 1º turno                                   | 1                                                                   | cap.                                                                |
| 23-6-2004                                                           | Teheran                                                             | Iran                                                                | 2 – 1                                                               | Iraq                                                                | WAFF Championship 2004 - Semifinale                                 | -                                                                   | cap.                                                                |
| 25-6-2004                                                           | Teheran                                                             | Iran                                                                | 4 – 1                                                               | Siria                                                               | WAFF Championship 2004 - Finale                                     | 1                                                                   | cap.                                                                |
| 20-7-2004                                                           | Chongqing                                                           | Iran                                                                | 3 – 0                                                               | Thailandia                                                          | Coppa d'Asia 2004 - 1º turno                                        | 1                                                                   | cap.                                                                |
| 24-7-2004                                                           | Chongqing                                                           | Oman                                                                | 2 – 2                                                               | Iran                                                                | Coppa d'Asia 2004 - 1º turno                                        | -                                                                   | cap.                                                                |
| 28-7-2004                                                           | Chongqing                                                           | Giappone                                                            | 0 – 0                                                               | Iran                                                                | Coppa d'Asia 2004 - 1º turno                                        | -                                                                   | cap.                                                                |
| 31-7-2004                                                           | Jinan                                                               | Corea del Sud                                                       | 3 – 4                                                               | Iran                                                                | Coppa d'Asia 2004 - Quarti di finale                                | -                                                                   | cap.                                                                |
| 3-8-2004                                                            | Pechino                                                             | Cina                                                                | 1 – 1 dts (4 - 3 dtr)                                               | Iran                                                                | Coppa d'Asia 2004 - Semifinale                                      | -                                                                   | cap.                                                                |
| 6-8-2004                                                            | Pechino                                                             | Iran                                                                | 4 – 2                                                               | Bahrein                                                             | Coppa d'Asia 2004 - Finale 3º posto                                 | 2                                                                   | cap.                                                                |
| 8-9-2004                                                            | Amman                                                               | Giordania                                                           | 0 – 2                                                               | Iran                                                                | Qual. Mondiali 2006                                                 | 1                                                                   | cap.                                                                |
| 17-11-2004                                                          | Teheran                                                             | Iran                                                                | 7 – 0                                                               | Laos                                                                | Qual. Mondiali 2006                                                 | 4                                                                   | cap.                                                                |
| 18-12-2004                                                          | Teheran                                                             | Iran                                                                | 1 – 0                                                               | Panama                                                              | Amichevole                                                          | 1                                                                   | cap.                                                                |
| 2-2-2005                                                            | Teheran                                                             | Iran                                                                | 2 – 1                                                               | Bosnia ed Erzegovina                                                | Amichevole                                                          | 1                                                                   | cap.                                                                |
| 9-2-2005                                                            | Riffa                                                               | Bahrein                                                             | 0 – 0                                                               | Iran                                                                | Qual. Mondiali 2006                                                 | -                                                                   | cap.                                                                |
| 25-3-2005                                                           | Teheran                                                             | Iran                                                                | 0 – 0                                                               | Giappone                                                            | Qual. Mondiali 2006                                                 | -                                                                   | cap.                                                                |
| 29-5-2005                                                           | Teheran                                                             | Iran                                                                | 2 – 1                                                               | Azerbaigian                                                         | Amichevole                                                          | -                                                                   | cap.                                                                |
| 3-6-2005                                                            | Teheran                                                             | Iran                                                                | 1 – 0                                                               | Corea del Nord                                                      | Qual. Mondiali 2006                                                 | -                                                                   | cap.                                                                |
| 8-6-2005                                                            | Teheran                                                             | Iran                                                                | 1 – 0                                                               | Bahrein                                                             | Qual. Mondiali 2006                                                 | -                                                                   | cap.                                                                |
| 17-8-2005                                                           | Yokohama                                                            | Giappone                                                            | 2 – 1                                                               | Iran                                                                | Qual. Mondiali 2006                                                 | 1                                                                   | cap.                                                                |
| 24-8-2005                                                           | Teheran                                                             | Iran                                                                | 4 – 0                                                               | Libia                                                               | Amichevole                                                          | 1                                                                   | cap.                                                                |
| 13-11-2005                                                          | Teheran                                                             | Iran                                                                | 2 – 0                                                               | Togo                                                                | Amichevole                                                          | 1                                                                   | cap.                                                                |
| 22-2-2006                                                           | Teheran                                                             | Iran                                                                | 4 – 0                                                               | Taipei cinese                                                       | Qual. Coppa d'Asia 2007                                             | 1                                                                   | cap.                                                                |
| 1-3-2006                                                            | Teheran                                                             | Iran                                                                | 3 – 2                                                               | Costa Rica                                                          | Amichevole                                                          | 1                                                                   | cap.                                                                |
| 28-5-2006                                                           | Osijek                                                              | Croazia                                                             | 2 – 2                                                               | Iran                                                                | Amichevole                                                          | -                                                                   | cap.                                                                |
| 31-5-2006                                                           | Teheran                                                             | Iran                                                                | 5 – 2                                                               | Bosnia ed Erzegovina                                                | Amichevole                                                          | -                                                                   | cap.                                                                |
| 11-6-2006                                                           | Norimberga                                                          | Messico                                                             | 3 – 1                                                               | Iran                                                                | Mondiali 2006 - 1º turno                                            | -                                                                   | cap.                                                                |
| 21-6-2006                                                           | Lipsia                                                              | Iran                                                                | 1 – 1                                                               | Angola                                                              | Mondiali 2006 - 1º turno                                            | -                                                                   | cap.                                                                |
| Totale                                                              |                                                                     | Presenze (2º posto)                                                 | 148                                                                 |                                                                     | Reti (1º posto)                                                     | 109                                                                 |                                                                     |

### Record
- Calciatore con più marcature segnate nella nazionale iraniana (109).

## Palmarès

### Giocatore

#### Club
- Campionato iraniano: 3

Persepolis: 1995-1996, 1996-1997
Saipa: 2006-2007
- Campionato tedesco: 1

Bayern Monaco: 1998-1999
- Coppa di Lega tedesca: 3

Bayern Monaco: 1998
Hertha Berlino: 2001, 2002
- Coppa dell'Iran: 1

Saba Battery: 2004-2005
- Supercoppa dell'Iran: 1

Saba Battery: 2005

#### Nazionale
- Giochi asiatici: 2

1998, 2002

#### Individuale
- Calciatore asiatico dell'anno: 1

1999
- Capocannoniere della Coppa d'Asia: 1

1996 (8 gol)
- Capocannoniere dei Giochi asiatici: 1

1998 (9 gol)
- Capocannoniere del Campionato iraniano: 1

2003-2004: (16 gol)
- IFFHS World's Top Goal Scorer of the Year: 2

1998 (22 goal), 2005 (39 goal)
- IFFHS World's Top International Goal Scorer of the Year: 2000 (20 goal)[8]

### Allenatore

#### Club
- Campionato iraniano: 1

Saipa: 2006-2007
- Coppa dell'Iran: 2

Persepolis: 2009-2010, 2010-2011

#### Nazionale
- WAFF Championship: 1

2008

#### Individuale
- Allenatore iraniano dell'anno: 1

2008